# Sara Bareilles

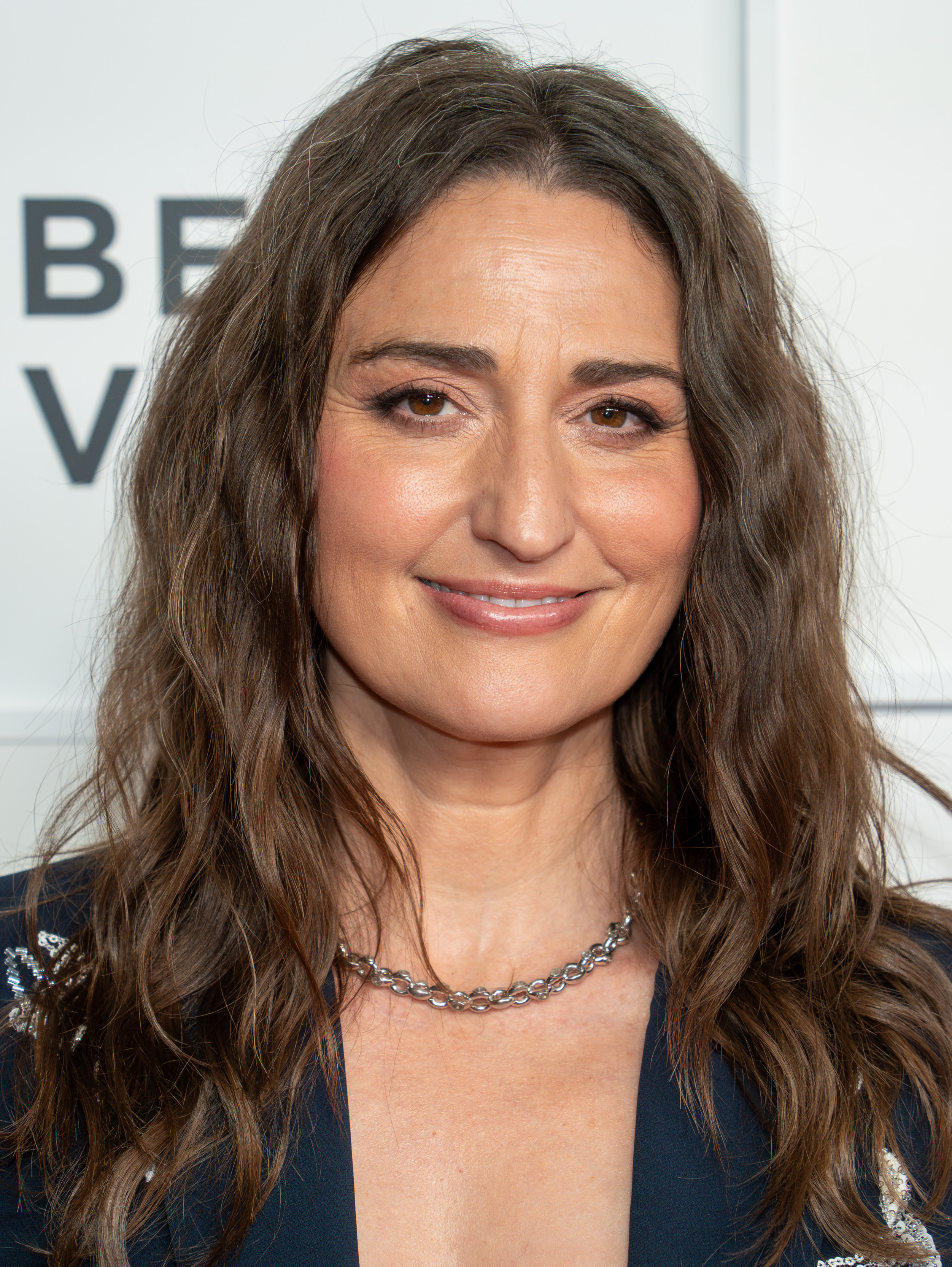
Sara Bareilles (2025)

Sara Beth Bareilles [ˈsæɹə bəˈɹɛlɪs] (* 7. Dezember 1979 in Eureka, Kalifornien) ist eine US-amerikanische Singer-Songwriterin, Pianistin und Schauspielerin. Ihr Durchbruch in den USA gelang ihr 2007 mit der Single Love Song.

## Leben
Sara Bareilles wuchs in Eureka auf und schloss die dortige Senior High School im Juli 1998 ab. Danach studierte sie an der University of California, Los Angeles, wo sie einer A-cappella-Gruppe angehörte. Nachdem sie 2002 ihr Kommunikationswissenschaft-Studium abgeschlossen hatte, trat sie in Clubs und Bars auf und veröffentlichte 2003 zwei Demo-Alben, die vornehmlich Live-Tracks enthielten.
Ihr erstes Studioalbum Careful Confessions veröffentlichte Bareilles im Januar 2004, im April 2005 unterschrieb sie einen Vertrag mit Epic Records. Bareilles tourte mit Marc Broussard, Aqualung und Mika sowie Paolo Nutini und Maroon 5. Im Juli 2007 veröffentlichte Sara Bareilles ihr zweites Studioalbum Little Voice, das die Top 10 der US-Albumcharts erreichte. Mit der Singleauskopplung Love Song gelang der Musikerin der weltweite Durchbruch. Love Song wurde bei den Grammy Awards 2008 in den Kategorien Song Of The Year und Best Female Pop Vocal Performance nominiert.
Ihr drittes Studioalbum Kaleidoscope Heart wurde am 7. September 2010 veröffentlicht. Die Single King of Anything wurde bei den Grammy Awards 2010 in der Kategorie Best Female Pop Vocal Performance nominiert. Das Album erschien am 11. Februar 2011 in Deutschland.
Bareilles viertes Studioalbum The Blessed Unrest erschien am 16. Juli 2013 und brachte der Künstlerin die vierte Grammy-Nominierung in der Kategorie Album of The Year bei den Grammy Awards 2013.
Im Oktober 2015 veröffentlichte Bareilles ihr Buch Sounds Like Me - My Life (so far) in a Song. Im selben Monat feierte das Musical Waitress, dessen Lieder und Texte von Bareilles geschrieben wurden, im New Yorker American Repertory Theater (A.R.T.) Premiere. Am Broadway lief es im Brooks Atkinson Theatre vom 24. April 2016 bis zum 5. Januar 2020 mit 33 Previews und 1.544 regulären Aufführungen. Außerdem lief es erfolgreich am Londoner West End vom 8. Februar 2019 bis zum 14. März 2020. Bareilles übernahm selbst in beiden Produktionen die Rolle der Jenna für jeweils ein paar Monate.
2018 übernahm Bareilles im NBC Live-Musical Jesus Christ Superstar – Live in Concert die Rolle der Maria Magdalena. Seit dem Jahr 2021 ist sie in der Fernsehserie Girls5eva in der Hauptrolle der Dawn Solano zu sehen.
Bareilles ist seit dem Jahr 2016 mit dem Schauspieler Joe Tippett liiert, den sie bei einer Musical-Produktion kennengelernt hatte.

## Diskografie

### Studioalben
| Jahr | Titel                                         | Höchstplatzierung, Gesamtwochen, AuszeichnungChartplatzierungen (Jahr, Titel, Platzierungen, Wochen, Auszeichnungen, Anmerkungen) | Höchstplatzierung, Gesamtwochen, AuszeichnungChartplatzierungen (Jahr, Titel, Platzierungen, Wochen, Auszeichnungen, Anmerkungen) | Höchstplatzierung, Gesamtwochen, AuszeichnungChartplatzierungen (Jahr, Titel, Platzierungen, Wochen, Auszeichnungen, Anmerkungen) | Höchstplatzierung, Gesamtwochen, AuszeichnungChartplatzierungen (Jahr, Titel, Platzierungen, Wochen, Auszeichnungen, Anmerkungen) | Höchstplatzierung, Gesamtwochen, AuszeichnungChartplatzierungen (Jahr, Titel, Platzierungen, Wochen, Auszeichnungen, Anmerkungen) | Anmerkungen                             |
| Jahr | Titel                                         | DE | AT | CH | UK | US | Anmerkungen                             |
| ---- | --------------------------------------------- | --- | --- | --- | --- | --- | --------------------------------------- |
| 2004 | Careful Confessions                           | — | — | — | — | — | Erstveröffentlichung: 20. Januar 2004   |
| 2007 | Little Voice                                  | DE52 (6 Wo.)DE | AT46 (6 Wo.)AT | CH34 (14 Wo.)CH | UK9 Silber · (5 Wo.)UK | US7 ×2Doppelplatin · (55 Wo.)US                                                                                                   | Erstveröffentlichung: 3. Juli 2007      |
| 2010 | Kaleidoscope Heart                            | — | — | CH97 (1 Wo.)CH | — | US1 Gold · (27 Wo.)US | Erstveröffentlichung: 7. September 2010 |
| 2013 | The Blessed Unrest                            | — | — | CH55 (1 Wo.)CH | — | US2 Gold · (50 Wo.)US | Erstveröffentlichung: 16. Juli 2013     |
| 2015 | What’s Inside: Songs from Waitress            | — | — | — | — | US10 (6 Wo.)US | Erstveröffentlichung: 6. November 2015  |
| 2019 | Amidst the Chaos                              | — | — | — | UK82 (1 Wo.)UK | US6 (2 Wo.)US | Erstveröffentlichung: 5. April 2019     |
| 2020 | More Love: Songs from Little Voice Season One | — | — | — | — | — | Erstveröffentlichung: 5. September 2020 |

### Livealben
| Jahr | Titel                                       | Höchstplatzierung, Gesamtwochen, AuszeichnungChartsChartplatzierungen (Jahr, Titel, Platzierungen, Wochen, Auszeichnungen, Anmerkungen) | Anmerkungen                            |
| Jahr | Titel                                       | US | Anmerkungen                            |
| ---- | ------------------------------------------- | --- | -------------------------------------- |
| 2011 | iTunes Live from SoHo                       | US107 (1 Wo.)US | Erstveröffentlichung: 8. Februar 2011  |
| 2013 | Brave Enough: Live at the Variety Playhouse | US66 (1 Wo.)US | Erstveröffentlichung: 22. Oktober 2013 |

Weitere Livealben
- 2003: The First One
- 2003: The Summer Sessions
- 2008: Between the Lines: Sara Bareilles Live at the Fillmore

### EPs
| Jahr | Titel                  | Höchstplatzierung, Gesamtwochen, AuszeichnungChartsChartplatzierungen (Jahr, Titel, Platzierungen, Wochen, Auszeichnungen, Anmerkungen) | Anmerkungen                        |
| Jahr | Titel                  | US | Anmerkungen                        |
| ---- | ---------------------- | --- | ---------------------------------- |
| 2012 | Once Upon Another Time | US8 (2 Wo.)US | Erstveröffentlichung: 22. Mai 2012 |

Weitere EPs
- 2007: Live Session EP
- 2008: Sara Bareilles: Unplugged on VH1
- 2009: Live from the Gravity Tour
- 2010: Kaleidoscope EP

### Singles
| Jahr | Titel Album                         | Höchstplatzierung, Gesamtwochen, AuszeichnungChartplatzierungen (Jahr, Titel, Album, Platzierungen, Wochen, Auszeichnungen, Anmerkungen) | Höchstplatzierung, Gesamtwochen, AuszeichnungChartplatzierungen (Jahr, Titel, Album, Platzierungen, Wochen, Auszeichnungen, Anmerkungen) | Höchstplatzierung, Gesamtwochen, AuszeichnungChartplatzierungen (Jahr, Titel, Album, Platzierungen, Wochen, Auszeichnungen, Anmerkungen) | Höchstplatzierung, Gesamtwochen, AuszeichnungChartplatzierungen (Jahr, Titel, Album, Platzierungen, Wochen, Auszeichnungen, Anmerkungen) | Höchstplatzierung, Gesamtwochen, AuszeichnungChartplatzierungen (Jahr, Titel, Album, Platzierungen, Wochen, Auszeichnungen, Anmerkungen) | Anmerkungen                                                          |
| Jahr | Titel Album                         | DE | AT | CH | UK | US | Anmerkungen                                                          |
| ---- | ----------------------------------- | --- | --- | --- | --- | --- | -------------------------------------------------------------------- |
| 2007 | Love Song Little Voice              | DE13 (14 Wo.)DE | AT18 (16 Wo.)AT | CH16 (24 Wo.)CH | UK4 Platin · (19 Wo.)UK | US4 ×6Gold (Mastertone) + Sechsfachplatin · (41 Wo.)US                                                                                   | Erstveröffentlichung: 16. Juni 2007                                  |
| 2009 | Come Home Dreaming Out Loud         | — | — | — | — | US80 (1 Wo.)US | Erstveröffentlichung: 14. Juli 2009 OneRepublic feat. Sara Bareilles |
| 2010 | King of Anything Kaleidoscope Heart | — | — | — | — | US32 Platin · (22 Wo.)US | Erstveröffentlichung: 10. Mai 2010                                   |
| 2013 | Brave The Blessed Unrest            | — | — | CH67 (1 Wo.)CH | UK48 Silber · (5 Wo.)UK | US23 ×3Dreifachplatin · (42 Wo.)US | Erstveröffentlichung: 23. April 2013                                 |
| 2014 | I Choose You The Blessed Unrest     | — | — | — | — | US81 Gold · (5 Wo.)US | Erstveröffentlichung: 17. Januar 2014                                |

Weitere Singles
- 2003: Fairytale
- 2007: City
- 2008: The River
- 2008: Bottle It Up (US: Gold)
- 2008: Winter Song (Ingrid Michaelson feat. Sara Bareilles)
- 2009: Gravity (UK: Silber, US: ×2Doppelplatin )
- 2011: Uncharted
- 2011: Gonna Get over You
- 2011: Love Is Christmas
- 2012: Stay
- 2015: She Used to Be Mine (UK: Silber)
- 2018: Armor
- 2018: Do It for Love (P-Holla feat. Sara Bareilles)
- 2019: Shiny

## Auszeichnungen für Musikverkäufe
| Goldene Schallplatte - Dänemark - 2008: für die Single Love Song - Italien - 2024: für die Single Love Song - Kanada - 2008: für die Single Love Song - Neuseeland - 2020: für das Album The Blessed Unrest - 2021: für das Album Little Voice | Platin-Schallplatte - Australien - 2008: für die Single Love Song 2× Platin-Schallplatte - Neuseeland - 2023: für die Single Love Song - 2024: für die Single Brave |

Anmerkung: Auszeichnungen in Ländern aus den Charttabellen bzw. Chartboxen sind in ebendiesen zu finden.
| Land/RegionAuszeichnungen für Musikverkäufe (Land/Region, Auszeichnungen, Verkäufe, Quellen) | Silber     | Gold       | Platin       | Verkäufe   | Quellen              |
| -------------------------------------------------------------------------------------------- | ---------- | ---------- | ------------ | ---------- | -------------------- |
| Australien (ARIA)                                                                            | —          | —          | Platin1      | 70.000     | aria.com.au          |
| Dänemark (IFPI)                                                                              | —          | Gold1      | —            | 7.500      | hitlisten.nu         |
| Italien (FIMI)                                                                               | —          | Gold1      | —            | 50.000     | fimi.it              |
| Kanada (MC)                                                                                  | —          | Gold1      | —            | 20.000     | musiccanada.com      |
| Neuseeland (RMNZ)                                                                            | —          | 2× Gold2   | 4× Platin4   | 135.000    | radioscope.co.nz NZ2 |
| Vereinigte Staaten (RIAA)                                                                    | —          | 5× Gold5   | 14× Platin14 | 16.500.000 | riaa.com             |
| Vereinigtes Königreich (BPI)                                                                 | 4× Silber4 | —          | Platin1      | 1.260.000  | bpi.co.uk            |
| Insgesamt                                                                                    | 4× Silber4 | 10× Gold10 | 20× Platin20 |            |                      |

## Filmografie (Auswahl)
- 2004: Girl Play
- 2013: Community (Fernsehserie, 1 Episode)
- 2021–2024: Girls5eva (Fernsehserie)

## Auszeichnungen
- Grammy Awards[6]
  - 2020: beste American-Roots-Darbietung für Saint Honesty